# Vicente Chaupin Huaycha
Vicente Chaupin Huaycha es un político peruano. Fue alcalde distrital de Chuschi entre 2003 y 2006 y consejero del Gobierno Regional de Ayacucho entre 2015 y 2018.
Nació en Chuschi, provincia de Cangallo, departamento de Ayacucho, Perú el 19 de julio de 1966. Cursó sus estudios primarios y parte de los secundarios en su localidad natal, culminando estos en la Gran Unidad Escolar Mariscal Cáceres de la ciudad de Ayacucho.  En 1988 llevó estudios técnicos de producción agropecuaria.
Participó en las elecciones municipales del 2002 siendo elegido como alcalde del distrito de Chuschi por el partido Fuerza Democrática. Buscó la reelección en las elecciones del 2006 y 2010 sin éxito por las listas de Unión por el Perú y Alianza para el Progreso. Participó en las elecciones regionales del 2014 como candidato a consejero regional por la provincia de Cangallo resultando electo.